# Domaso
Domaso – miejscowość i gmina we Włoszech, w regionie Lombardia, w prowincji Como.
Według danych na rok 2004 gminę zamieszkiwało 1439 osób, 239,8 os./km².